# Vasilij Aleksandrovič Perovski
Grof Vasilij Aleksejevič Perovski (rusko Васи́лий Алексе́евич Перо́вский), ruski general in državnik, * 20. februar 1795, Počep, Ruski imperij (sedaj Brjanska oblast, Rusija), † 20. december 1857, Alupka, Ruski imperij (sedaj Rusija/Ukrajina).

## Življenje in delo
Perovski se je po študiju na moskovski univerzi leta 1811 pridružil spremstvu carja Aleksandra I. Med umikom proti Moskvi po borodinski bitki so ga zajeli Francozi. Do leta 1814 je ostal v vojnem ujetništvu v Parizu.
V letu 1828 je bil resno ranjen v vojni s Turčijo.
Perovskega so leta 1833 imenovali za vojaškega gubernatorja Orenburga. Leta 1839 je vodil invazijo na Hivski kanat, predvsem zaradi osvoboditve sužnjev, ki so jih ugrabljali in prodajali turkmenski plenilci z ruskih meja na Kaspijskem morju, in tudi kot poskus razširitve mej Ruskega imperija, Britanski imperij pa se je v tem času leta 1839 zapletel v 1. anglo-afgansko vojno. Ekspedicijske sile Perovskega so štele 5200 pripadnikov pehote in 10000 kamel. Zaradi slabega načrtovanja in delno ponesreči so krenile na pot novembra 1839 v eno izmed najhujših zim, tako da so se bile 1. februarja 1840 primorane vrniti. V Orenburg so se vrnile maja tega leta in utrpele več kot 1000 žrtev brez samega izstreljenega strela.
Perovski je leta 1842 prenehal službovati kot gubernator. Leta 1851 je to službeno mesto spet prevzel. Njegove kampanje v Osrednji Aziji (sedanji osrednji Kazahstan) proti Hivskemu in Kokandskemu kanatu so bile veliko bolj uspešne. Po uspešnem zaobleganju kokandske trdnjave Ak-Mečet leta 1853, so jo poimenovali po njem. Njegov vojaški uspeh je prisilil Hivski kanat, da je leta 1854 podpisal premirje z Ruskim imperijem.

## Priznanja
Za svoje dosežke je bil leta 1855 poimenovan za grofa.